# Sammy Williams
Sammy Williams (Trenton, 13 de novembro de 1948 - Nova Jérsia, 17 de março de 2018) foi um ator norte-americano.
Com um trabalho mais voltado para o teatro, Wiliams é mais lembrado por seu papel de 'Paul", no musical da Broadway A Chorus Line, de 1975, com que conquistou o Tony Award de melhor ator coadjuvante.
Sem conseguir grande projeção no meio artístico teatral nem na televisão após a consagração no musical, do qual participou por vários anos, ele abandonou a carreira anos depois, tornando-se florista.
Morreu aos 69 anos em 17 de março de 2018 na Nova Jersey.